# Haarlem
Haarlem (AFI: /ˈhaːrləm/; ) è una città dei Paesi Bassi di 161.265 abitanti capoluogo della provincia dell'Olanda Settentrionale. La municipalità di Haarlem comprende anche il villaggio di Spaarndam. Centro di una regione di coltivazione dei fiori, specialmente tulipani, la città è bagnata dal fiume Spaarne, si trova circa 20 km a ovest di Amsterdam ed è a fianco delle dune che precedono il mare del Nord. Il motto di Haarlem è Vicit vim virtus.

## Storia

### Medioevo

Vista di Haarlem, di Jacob van Ruisdael

Haarlem viene menzionata per la prima volta nel X secolo. Il nome deriva da Haarlo-heim o Harulahem, che significa "luogo sabbioso coperto di alberi e più alto degli altri". Lì c'era un ruscello chiamato "De Beek", scavato come canale di drenaggio nelle torbiere a ovest del fiume Spaarne. Nel corso dei secoli il Beek fu trasformato in canale sotterraneo, perché la città si ingrandiva e c'era bisogno di spazio per costruire. La posizione del villaggio era buona: si trovava vicino al fiume Spaarne e vicino a una strada principale che portava a nord. Nel XII secolo Haarlem era una città fortificata e diventò la residenza dei Conti d'Olanda.
Nel 1219 i cavalieri di Haarlem ricevettero un'onorificenza dal conte Guglielmo I, perché avevano conquistato il porto egiziano di Damietta (Damiate in olandese, oggi Dumyat) nella quinta crociata. Haarlem ebbe il diritto di inserire nel suo stemma la spada del Conte e la croce. Il 23 novembre 1245 Conte Guglielmo II concesse ad Haarlem i diritti di cittadinanza. Ciò comportava un insieme di privilegi, tra i quali il diritto dello sceriffo e dei magistrati  di amministrare la giustizia in nome del Conte. Ciò permise un sistema giudiziario più veloce ed efficiente, più adatto ai bisogni di una città in crescita.
Dopo un assedio da parte del popolo Kennemer nel 1270 fu costruito un muro difensivo intorno alla città. Molto probabilmente era un muro di terra, con porte di legno. In origine la città cominciava tra Spaarne, Oudegracht, Ridderstraat, Bakenessergracht e Naussaustraat. Nel XIV secolo la città si allargò e Burgwalbuurt, Bakenes e l'area intorno a Oudegracht diventarono parte della città. Le antiche difese non erano più sufficienti per una città così cresciuta e così alla fine del XIV secolo fu innalzato un muro alto 16 metri e mezzo, munito di un canale largo 15 metri che correva intorno alla città.
Nel 1304 i fiamminghi misero in pericolo la città, ma furono sconfitti da Witte van Haemstede.

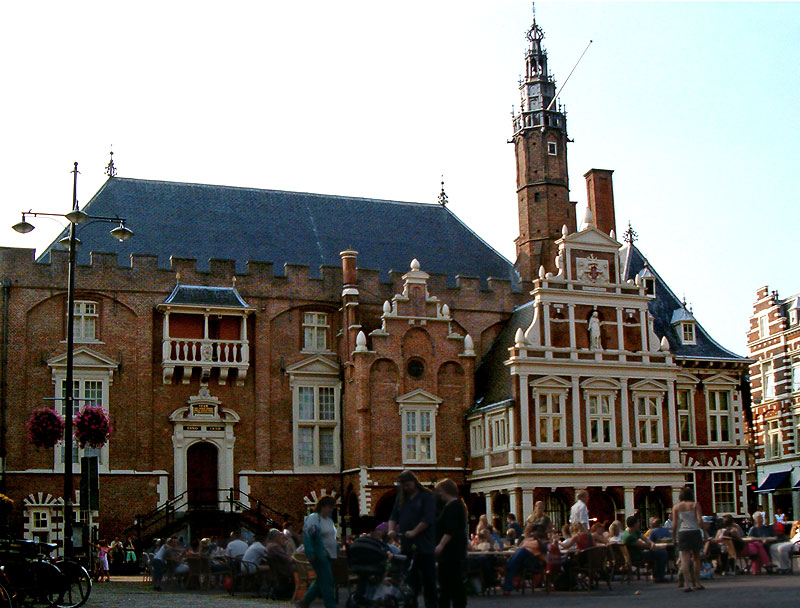
Municipio di Haarlem sul Grote Markt. Fu costruito nel XIV secolo per sostituire il castello del Conte, che era stato parzialmente incendiato e distrutto.

Tutti gli edifici della città erano di legno e gli incendi rappresentavano un grande pericolo. Nel 1328 un incendio distrusse quasi tutta la città. La Chiesa di San Bavo fu gravemente danneggiata e la sua ricostruzione avrebbe richiesto più di 150 anni. Il 21 giugno 1347 ci fu un altro incendio. Un terzo grande incendio, nel 1351, distrusse molti edifici, compreso il castello del Conte e il municipio. Il conte non aveva bisogno di un castello ad Haarlem perché svolgeva tutte le sue funzioni nel suo castello a L'Aia. Il Conte donò il terreno alla città e più tardi lì fu costruito un nuovo municipio. La pianta della città vecchia era quadrata – su modello della pianta dell'antica Gerusalemme. Dopo ogni incendio la città fu ricostruita velocemente – un indice della ricchezza della città in quegli anni.
La peste nera arrivò nella città nel 1381 e, secondo una stima di un prete di Leida, il morbo uccise 5.000 persone (circa la metà della popolazione di quel tempo).
Nel XIV secolo Haarlem era una città importante e la seconda città nell'Olanda storica dopo Dordrecht, tanto che era più grande di Delft, Leida, Amsterdam, Gouda e Rotterdam. Nel 1429 la città ottenne il diritto di riscuotere le imposte, incluso le tasse sulle navi che attraversavano la città navigando sul fiume Spaarne. Alla fine del Medioevo Haarlem era una città fiorente, con una grande industria tessile, cantieri navali e fabbriche di birra.
Intorno al 1428 la città fu assediata dall'esercito della contessa Giacomina di Hainaut. Haarlem si era schierata con gli Hoekse nelle guerre tra Hoekse e Kabeljauwse, quindi contro la contessa Giacomina. Tutta la foresta di Haarlemmerhout fu bruciata dal nemico.

### Assedio di Haarlem

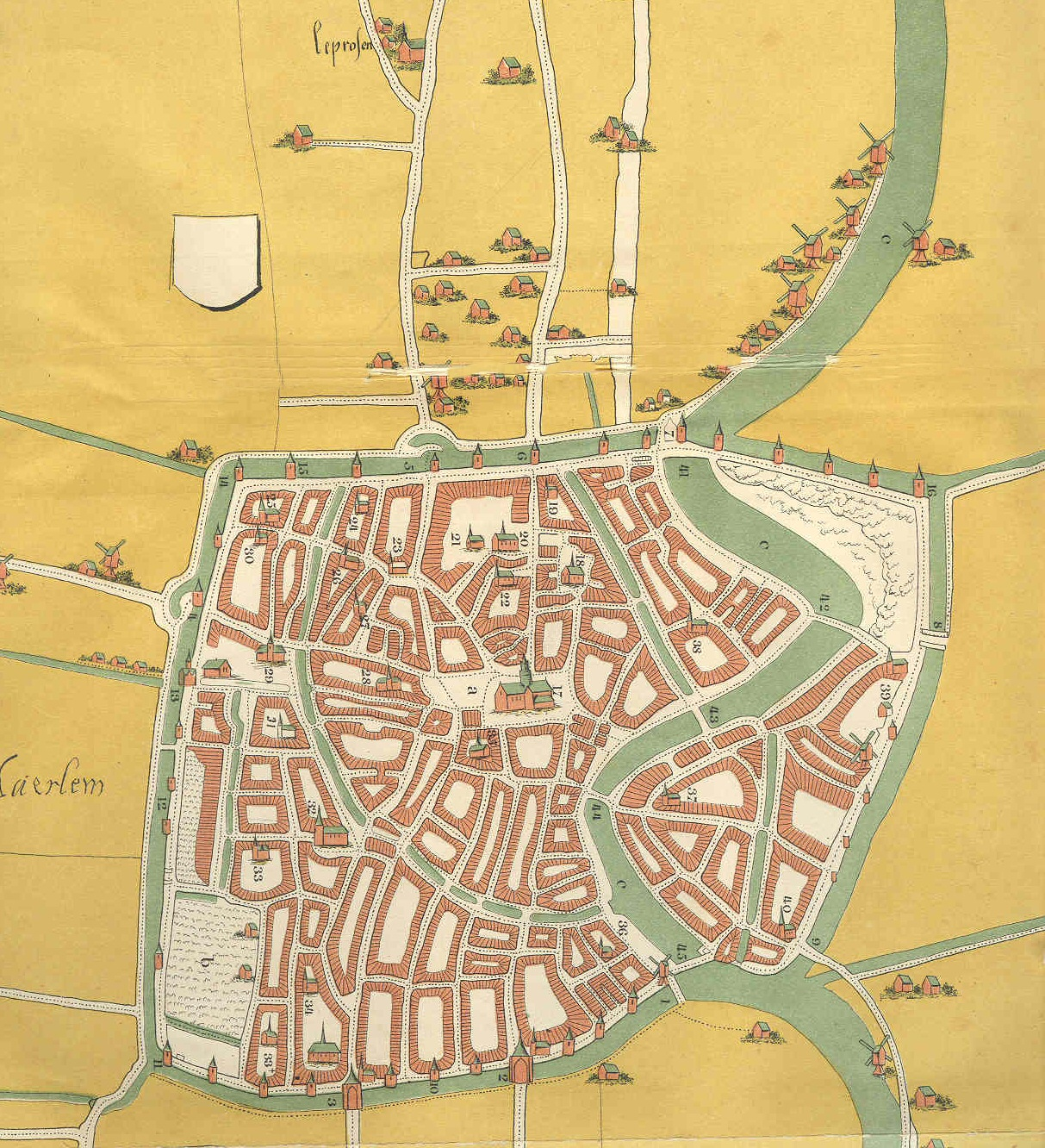
Mappa di Haarlem intorno al 1550

Intorno al 1550 Haarlem era completamente circondata da un muro difensivo e da un fossato con una pianta quasi quadrata basata sull'antica pianta di Gerusalemme.
Quando la città di Brielle fu conquistata dall'esercito rivoluzionario dei Geuzen, la municipalità di Haarlem cominciò ad appoggiare i Geuzen. Il re Filippo II di Spagna allora inviò un esercito a nord comandato da Fadrique Álvarez de Toledo y Enríquez de Guzmán, duca di Alva (Don Frederik in olandese), figlio di Fernando Álvarez de Toledo, terzo duca di Alba. Il 17 novembre 1572 tutti i cittadini della città di Zutphen furono uccisi dagli spagnoli e il 1º dicembre la città di Naarden conobbe lo stesso destino.
L'11 dicembre 1572 l'esercito spagnolo mise Haarlem sotto assedio. La difesa della città era affidata dal governatore della città Wigbolt Ripperda. Durante i primi due mesi dell'assedio, la situazione era in equilibrio. L'esercito spagnolo stava scavando un tunnel per raggiungere le mura cittadine e farle saltare. I difensori scavarono dei tunnel per far saltare i tunnel degli spagnoli. La situazione peggiorò per Haarlem il 19 marzo 1573. L'esercito di Amsterdam, fedele al re di Spagna, controllava il lago di Haarlemmermeer, separando di fatto Haarlem dal resto del mondo. Nella città la fame crebbe e la situazione diventò così tesa che il 27 maggio molti prigionieri (fedeli alla Spagna) furono presi dalle prigioni e uccisi.
Due porte della città, Kruispoort e Janspoort, crollarono durante il combattimento.
All'inizio di luglio il principe Guglielmo di Orange raccolse un esercito di 5.000 soldati vicino a Leida per liberare Haarlem. Gli spagnoli li intrappolarono al Manpad e li sconfissero. La città si arrese dopo sette mesi, il 13 luglio 1573. I soldati dell'esercito che difendeva la città furono massacrati; molti di loro furono annegati nel fiume Spaarne. Il governatore Ripperda e il suo luogotenente furono decapitati. Ai cittadini fu consentito di comprare la libertà per sé stessi e per la città per 240.000 fiorini e la città dovette ospitare una guarnigione spagnola. Don Fadrique ringraziò Dio nella Chiesa di San Bavo per la sua vittoria.

### Il grande incendio
La città subì un grande incendio la notte tra il 22 ottobre e il 23 ottobre 1576. L'incendio cominciò nella fabbrica di birra het Ankertje, vicino alla pesa dello Spaarne, che veniva usata da mercenari tedeschi come posto di guardia. Mentre si stavano scaldando intorno a un fuoco, i mercenari persero il controllo delle fiamme. Dei contadini avvistarono il fuoco dalle loro barche sul fiume, ma i soldati rifiutarono ogni aiuto, dicendo che avrebbero spento il fuoco da soli. Ma non ci riuscirono e così l'incendio distrusse almeno 500 edifici, tra i quali la chiesa di San Gangolf e l'ospedale di Santa Elisabetta. La maggior parte dei mercenari fu arrestata e uno di loro fu impiccato sul Grote Markt davanti a una grande folla. Le mappe dell'epoca mostrano chiaramente i danni provocati dall'incendio. Dopo l'assedio e l'incendio, circa un terzo della città era distrutto.

### L'età d'oro

#### Lino, seta e schiavi

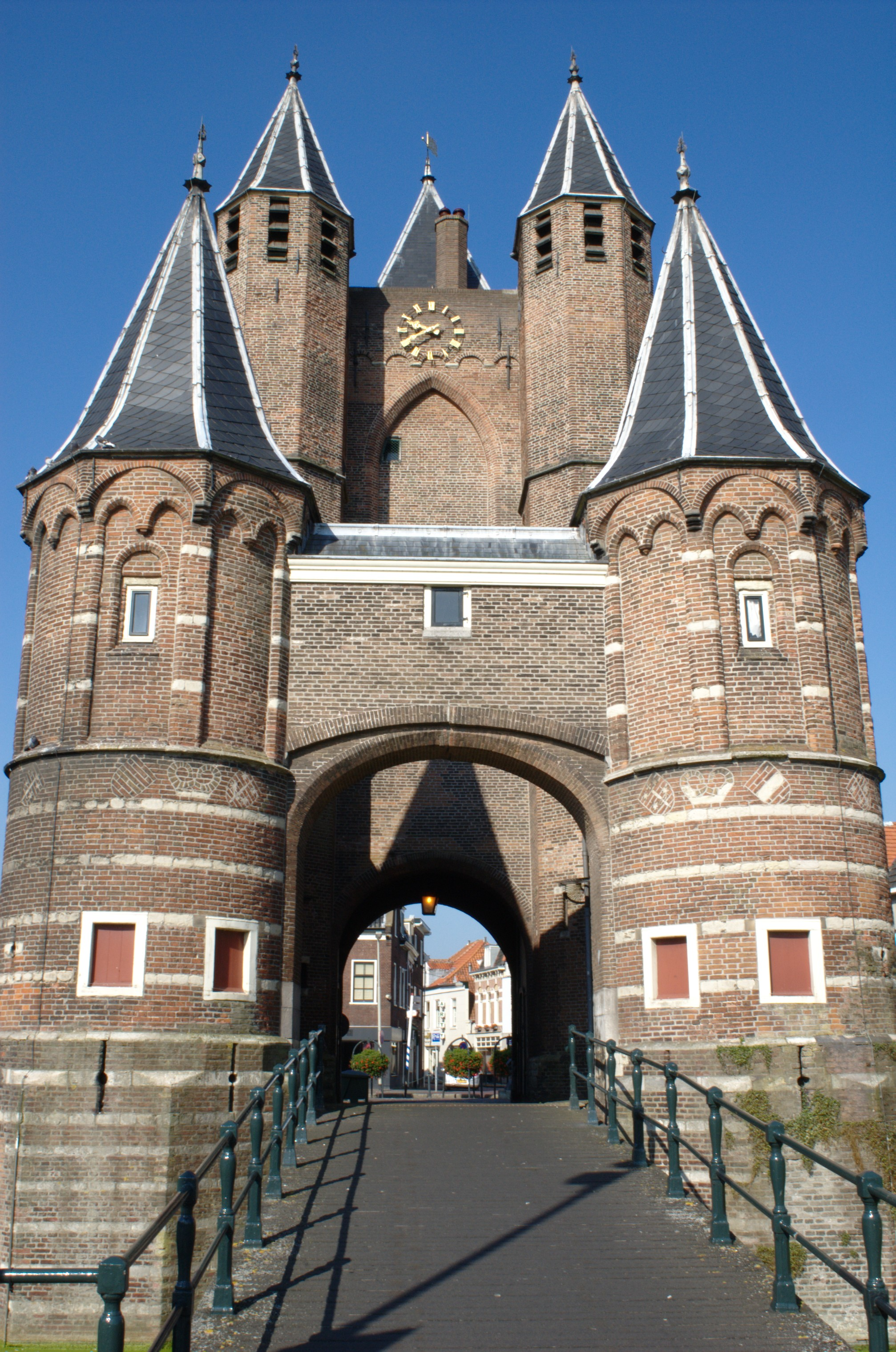
L'Amsterdamse Poort è una dei pochi resti ancora visibili del vecchio muro cittadino.

Gli spagnoli se ne andarono nel 1577 e con l'accordo di Veere protestanti e cattolici ebbero pari diritti. Un grande flusso di immigrati fiamminghi e francesi, fuggiti dalle loro città occupate dagli spagnoli, fecero rifiorire la città. I nuovi cittadini erano molto esperti nel commercio di lino,  seta e schiavi e la popolazione della città crebbe da 18.000 nel 1573 a circa 40.000 nel 1622. A un certo punto, nel 1621, oltre la metà della popolazione era di origine fiamminga. Il lino di Haarlem diventò famoso in tutto il mondo e la città fiorì, proprio come il resto del paese: il secolo d'oro delle Province Unite era cominciato.

#### Infrastrutture

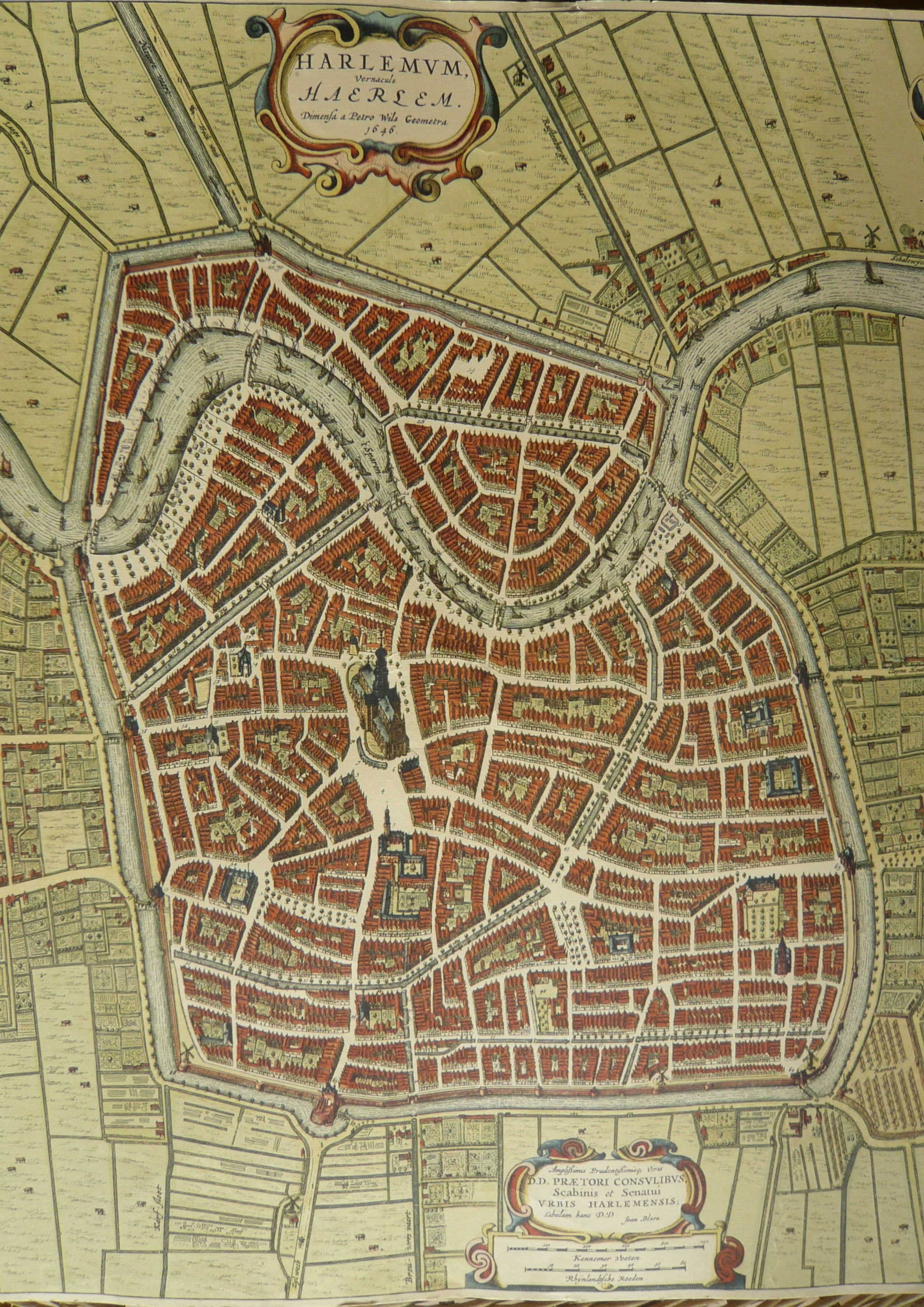
Mappa di Haarlem nel 1646, prima che l'ambizioso progetto di espansione di Salomon de Bray fosse messo in atto nella parte nord della città. Lo Houtmarkt è stato costruito a nord-est e si può vedere sia lo Haarlemmerport sia lo Old Men's Almshouse, che oggi ospita il Frans Hals Museum.

Nel 1632 fu aperto un canale che collegava Haarlem e Amsterdam, lo Haarlemmertrekvaart. Le aree vuote della città create dall'incendio del 1576 furono riempite con nuove case ed edifici. Furono costruiti edifici perfino fuori dalle mura cittadine (nel 1643 se ne contavano circa 400). Questi edifici fuori dalle mura costituivano un problema per l'amministrazione cittadina, non solo perché essi sarebbero stati vulnerabili in caso di attacco alla città, ma anche perché fuori dalle mura c'era meno controllo sulle tasse e sui regolamenti cittadini. Per questo nel 1671 fu iniziato un grande progetto: espandere la città verso nord. Furono scavati due nuovi canali e furono costruite nuova mura di difesa (l'attuale Staten en Prinsenbolwerk). Due vecchie porte della città, Janspoort e Kruispoort, furono abbattute. Fu abbandonata l'idea che una città dovesse avere una pianta quadrata.

#### Vita culturale
Anche la vita culturale di Haarlem prosperava con pittori famosi come Frans Hals e Jacob van Ruisdael, l'architetto Lieven de Key e Jan Steen, che realizzò molti dipinti ad Haarlem. Sul Grote Markt, la centrale piazza del mercato, c'è una statua di Laurens Janszoon Coster: si dice che sia l'inventore della macchina da stampa (ma molti studiosi ritengono che le prove a sostegno di questo siano poche, e che quindi è Johann Gutenberg il primo inventore europeo della macchina da stampa). Nel 1628 un chimico ad Haarlem fece bancarotta e decise di unirsi alla Compagnia Olandese delle Indie Orientali (in olandese Vereenigde Oostindische Compagnie o VOC) e veleggiare verso l'Oriente. Il suo nome, Jeronimus Cornelisz, è rimasto legato alla storia della nave Batavia.

#### Fabbricazione della birra

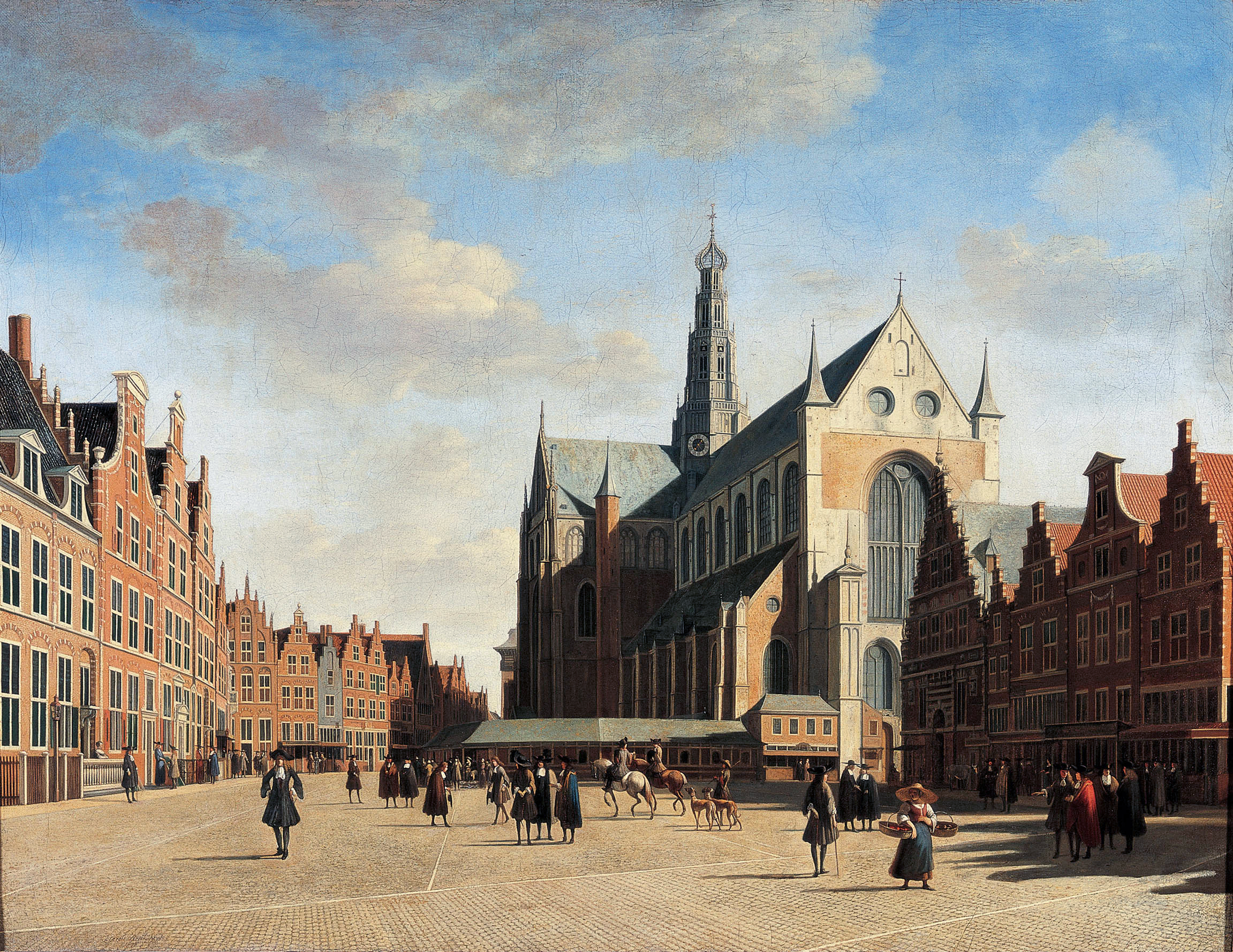
Il Grote Markt nel 1696

La fabbricazione della birra era un'industria molto importante ad Haarlem. Fino al XVI secolo l'acqua per la birra veniva presa dai canali della città. Questi, attraverso lo Spaarne e lo IJ, erano collegati all'acqua di mare. Ma l'acqua dei canali stava diventando sempre più inquinata e non era più adatta per fabbricare la birra. Allora si cominciò ad attingere acqua fresca in un posto a 1,5 chilometri a sud-ovest della città. Ma neanche la qualità di quell'acqua era abbastanza buona. A partire dal XVII secolo fu usato un canale (Santvaert) per trasportare l'acqua dalle dune alla città. L'acqua veniva trasportata sulle navi in barili. Il luogo dove veniva presa l'acqua si chiama Brouwerskolkje e il canale che va fin là esiste ancora oggi ed è chiamato il Canale dei birrai (Brouwersgracht).
Haarlem fu un importante centro di produzione della birra dei Paesi Bassi. La maggior parte della birra prodotta ad Haarlem era consumata nell'Olanda Settentrionale. Durante l'assedio spagnolo in città c'erano circa 50 birrifici; 45 anni dopo la città ne aveva quasi 100.

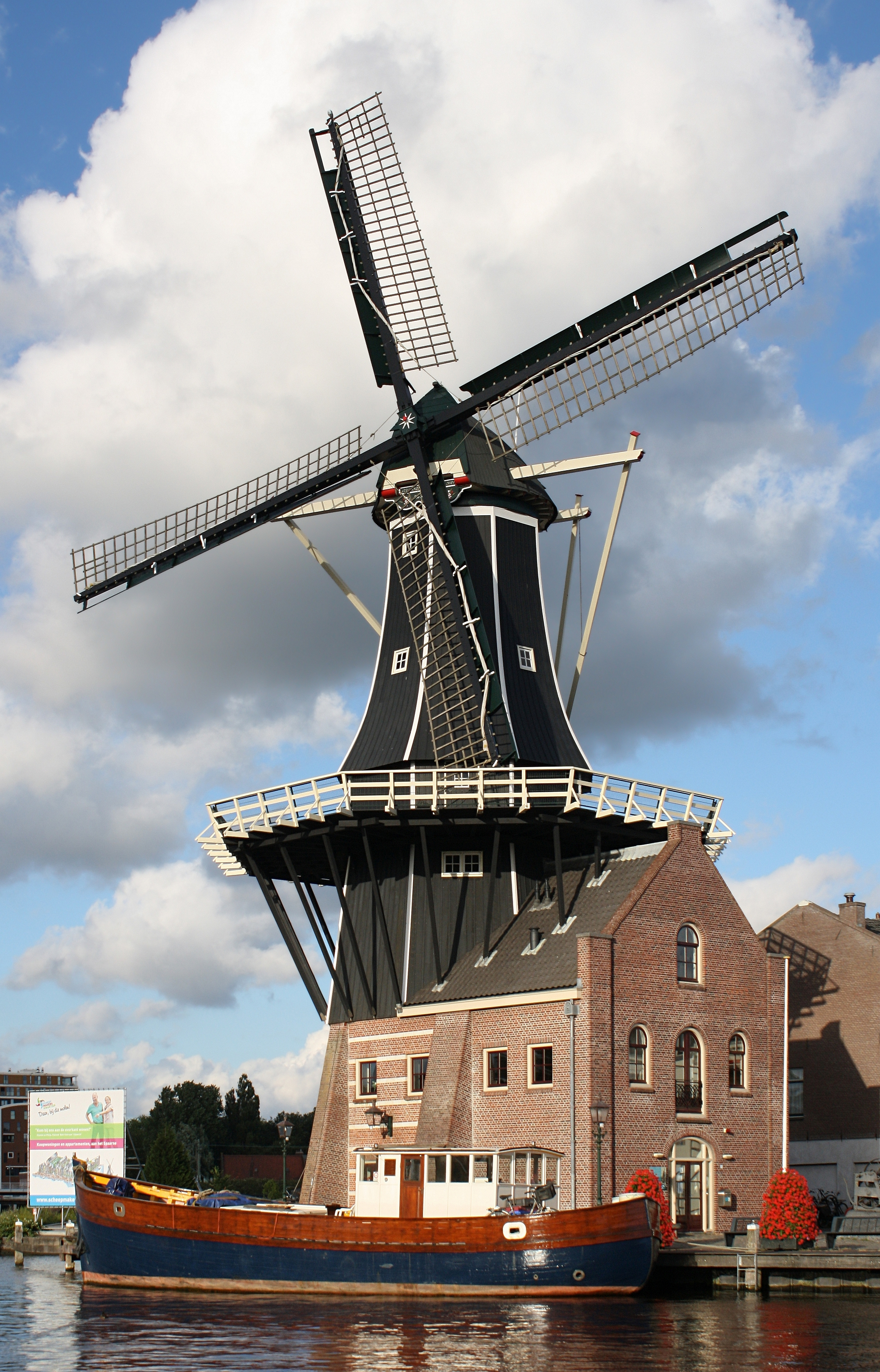
Il mulino De Adriaan

Nel 1657 ci fu un'altra epidemia di Morte Nera e, nei 6 mesi in cui la peste flagellò la città, la popolazione fu decimata.
A partire dalla fine del XVII secolo la situazione economica della città si fece difficile e lo fu per un lungo periodo. Nel 1752 erano rimasti solo 7 birrifici e nel 1820 non ce n'era più nessuno. Negli anni novanta lo Stabilimento Haarlems Biergenootschap ha riutilizzato alcune vecchie ricette per creare un nuovo marchio di birra, Jopen, immessa sul mercato come "Haarlem bier" (birra di Haarlem).

#### Centro di produzione di tulipani
Negli anni trenta del XVII secolo, Haarlem era (e lo è ancora) un importante centro per la vendita dei tulipani. Haarlem fu il centro della bolla dei tulipani quando i bulbi di tulipano venivano pagati a peso d'oro. A partire dal momento in cui fu aperto il canale Leida-Haarlem, il Leidsevaart, nel 1656, diventò una moda andare da Rotterdam ad Amsterdam sulle navi passeggeri invece che in diligenza. I canali, scavati appositamente per il servizio passeggeri, erano comodi anche se lenti. La strada di alaggio conduceva questi passeggeri attraverso i campi di bulbi a sud di Haarlem. Per i passeggeri Haarlem fu una tappa importante dalla seconda metà del XVII secolo per tutto il XVIII secolo, fino a quando fu costruito il primo tratto di ferrovia lungo le linee dell'antico sistema di canali riservato ai passeggeri. Haarlem si espandeva lentamente verso sud, così anche i campi di bulbi si spostavano verso sud. Anche oggi, a primavera, chi viaggia in treno da Rotterdam e Amsterdam, vedrà bellissimi campi di bulbi in fiore lungo il percorso tra Leida e Haarlem.
Da Haarlem furono ordinati i 10.000 tulipani, oltre alle rose-azalee ed i lillà, occorrenti per allestire a Roma, a Villa Blanc nel 1896 il più grande giardino d'inverno in Europa.

## Monumenti e luoghi d'interesse

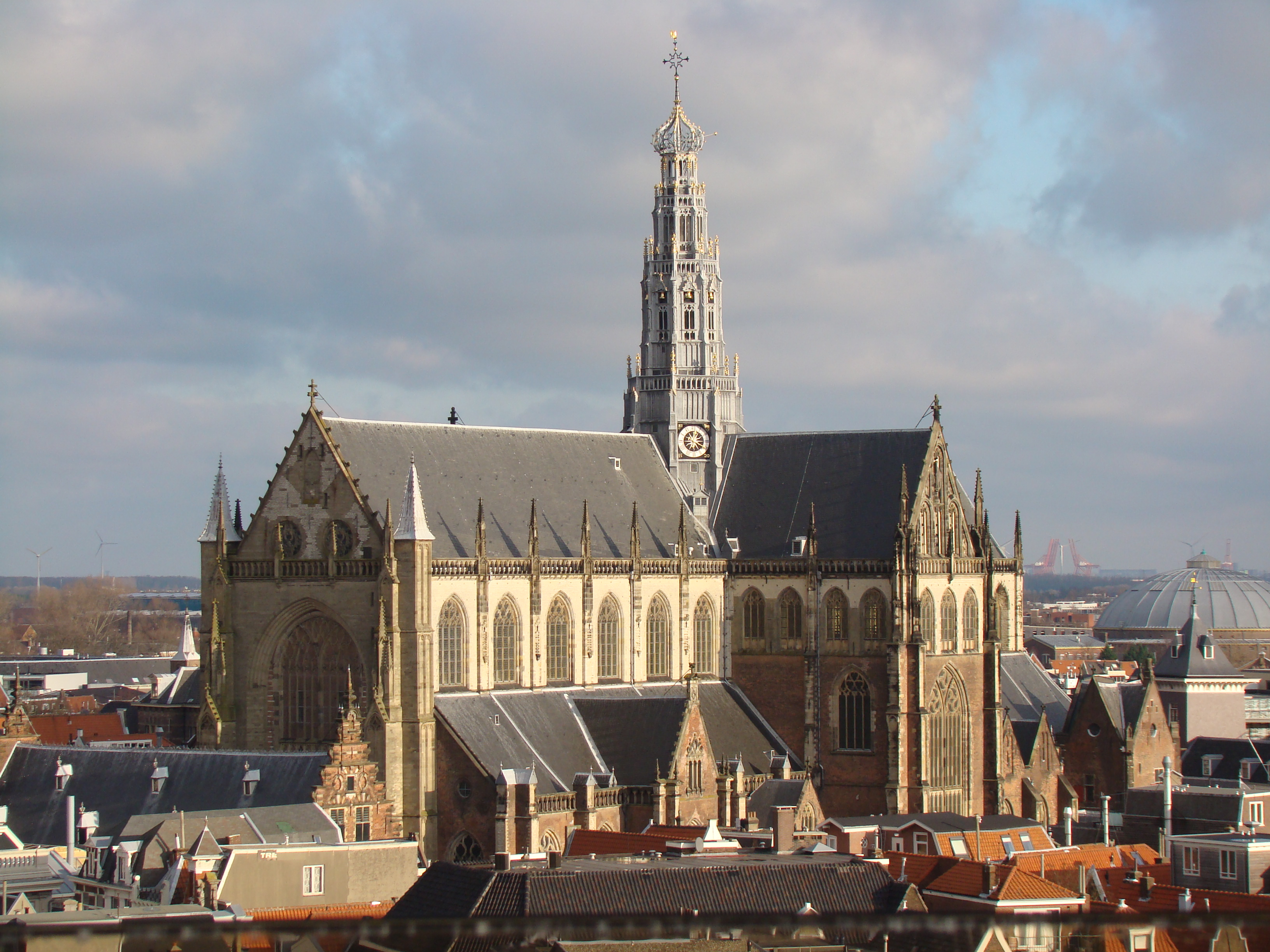
Veduta della Grote Kerk.

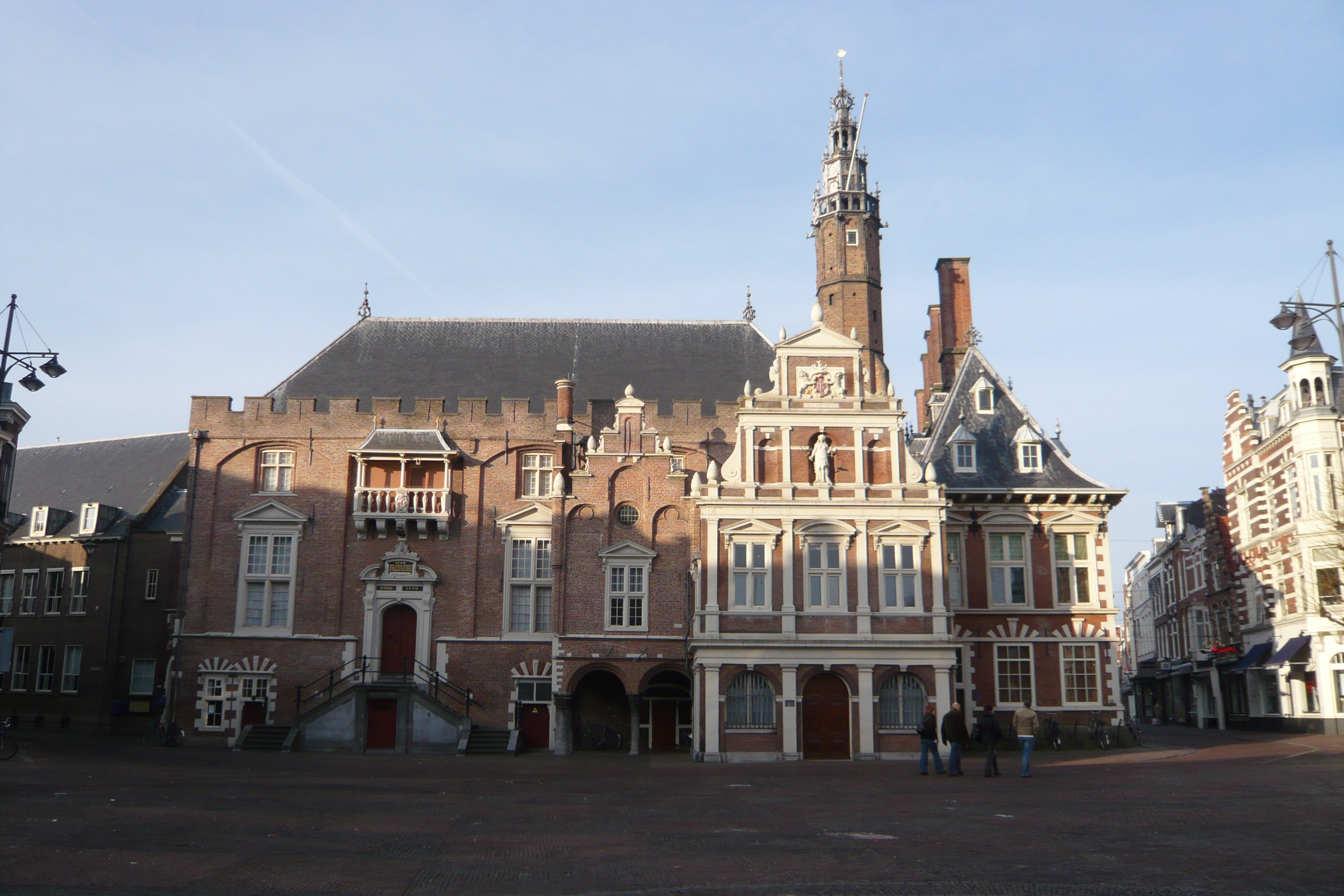
Il Municipio di Haarlem

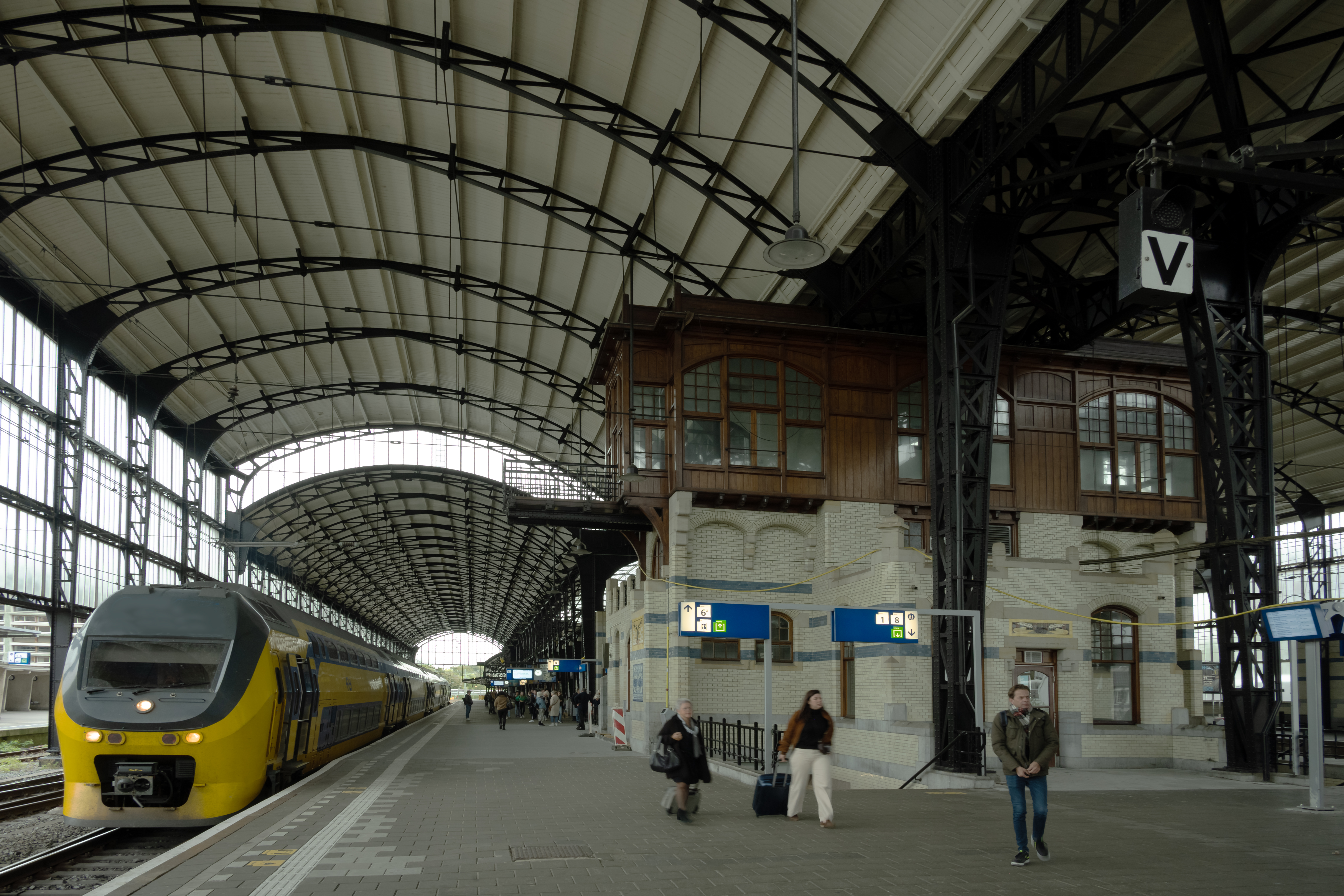
Stazione

- Grote Markt è il centro della città e vi prospettano i maggiori monumenti cittadini. Al centro vi è la statua a Laurens Janszoon Coster (1370-1440) primo tipografo olandese.
- Il Mulino De Adriaan è un antico mulino a vento situato sul fiume Spaarne, costruito nel 1778 e più volte distrutto dagli incendi. Il mulino attuale risale al 1932 e oggi ospita un museo aperto al pubblico.[2]
- Archeologisch Museum Haarlem è un museo di storia naturale e archeologia.[3]

### Edifici religiosi
- La Chiesa Grande di San Bavone, che sorge sul Grote Markt, è uno dei capolavori dell'architettura gotica, secondo i modelli brabantini, dei Paesi Bassi. Fu costruita fra il 1370 e il 1520, risultando per l'epoca uno dei più grandi edifici dei Paesi Bassi con le sue volte che arrivano a ben 43 metri d'altezza.
- La Cattedrale di San Bavone è la sede della cattolica diocesi di Haarlem-Amsterdam. È un grande edificio eclettico eretto nel 1895-1930 da Pierre Cuypers, che reinterpretò gli stilemi romanici e gotici secondo il gusto del tempo.

### Edifici civili e militari
- Il Municipio di Haarlem, affacciato sul Grote Markt, iniziato nel XIV secolo come residenza dei Conti d'Olanda e poi ingrandito e completato fra il 1620 e il 1630 da Lieven de Key.
- Il Mercato delle carni, che prospetta sul Grote Markt, eretto nel 1603 da Lieven de Key, e che rappresenta uno dei migliori esempi dell'architettura rinascimentale nei Paesi Bassi.
- L'edificio della pesa pubblica, è una bella opera rinascimentale eretta nel 1598 da Lieven de Key.
- La Porta di Amsterdam, è l'unico resto delle mura cittadine erette nel XIV secolo.

## Bandiera
La bandiera di Haarlem rappresenta una spada con 4 stelle e una croce bianche su sfondo rosso. Fu adottata probabilmente nel 1974 quando fu ufficialmente riconosciuto lo stemma, il quale è molto antico e in origine mostrava solo quattro stelle d'argento in campo rosso.

## Amministrazione

### Gemellaggi
- Osnabrück, dal 1961
- Angers, dal 1964